# Orbiting Solar Observatory
Orbiting Solar Observatory (OSO) amerikai napkutató műhold-program.

## Küldetés
A program célja napkutatás. A Nap elektromágneses sugárzásának vizsgálata az ultraibolya és a röntgentartományban, valamint az égbolt, a geokorona és az állatövi fény tanulmányozása.

## Jellemzői
Tervezte a NASA, építette Ball Brothers Research Corporation (BBRC). 1962-1975 között nyolc műholdat állítottak pályára. Valamennyi indítást a Légierő (USAF) a Cape Canaveral rakétaindító bázisáról Thor–Delta hordozórakétával történt.
Fő részei:
1. kilencszögletű alumínium doboz. Átmérője 1,12, magassága 0,4 méter. Oldalából 120 °-ként három kar nyúlik ki, végein nitrogén tartály, gázfúvókával. A három gázfúvóka segítette a giroszkópos helyzetstabilizálást (30 fordulat/perc), fogástengelye merőleges a Nap irányára. Az űreszközök tömege 209–1064 kilogramm.
2. elektronikus berendezések és a megfigyelő műszerek:
  1. rácsspektrométer (ultraibolya sugárzás mérésére),
  2. szcintillációs detektor (gamma sugárzás irányának, intenzitásának mérése),
  3. foto-elektronsokszorozóból álló analizátor (protonok, elektronok irányának, energiájának mérése),
  4. röntgensugárzás mérése,
3. napelem vitorla az 1800 napelemcellával,

Sikeres szolgálatot teljesítő műholdak: OSO 1; OSO 2; OSO 3; OSO 4; OSO 5; OSO 6; OSO 7; OSO 8.